# José Romero
José Romero (Rio de Janeiro, 20 de outubro de 1913 — Rio de Janeiro, 30 de setembro de 1984) foi um político brasileiro. Exerceu o mandato de deputado federal constituinte pelo Distrito Federal em 1946.